# 夏川朋子
夏川 朋子（なつかわ ともこ、7月21日 - ）は、日本の女性声優。東京都出身。以前は賢プロダクションに所属していた。

## 略歴
スクールデュオ13期卒業後に賢プロダクションに所属。

## 人物
趣味・特技にはイラスト、中国茶を挙げている。

## 出演

### テレビアニメ
2015年
- アイカツ!（女性カメラマン）

2017年
- アイカツスターズ!（カメラマン）
- アトム ザ・ビギニング（女子大生B）
- バチカン奇跡調査官（アンナ）

2018年
- ポプテピピック（母、イッテゾン・ちえこ、女囚A）
- BEATLESS（中年女性）

2019年
- 盾の勇者の成り上がり（病人の娘）

### 劇場アニメ
- マルドゥック・スクランブル 排気（2012年）[1]

### ゲーム
- マインクラフト:ストーリーモード シーズン2（2017年、囚人X / ザラ 他）
- ドラゴンクエストX いばらの巫女と滅びの神 オンライン（2019年、グレシア院長[4]）
- ファイナルファンタジーVII リメイク（2020年）

### 吹き替え

#### 映画
- しあわせはどこにある（アグネス〈トニ・コレット〉[1]）
- 死霊高校
- ゾンビスクール!（ディンク〈マイルズ・エリオット〉）

#### ドラマ
- 私立探偵ヴァルグ
- LAW & ORDER:Trial by Jury（ゴーマン判事[1]）
- HOMELAND
- トランスペアレント シーズン4（ブリジット）
- 浪漫ドクター キム・サブ（オ・ミョンシム[5]）
- 七日の王妃[6]

#### アニメ
- カリメロ（カミラ先生[1]）
- おっはよー!アンクル・グランパ
- アルティメット・スパイダーマン VS シニスター・シックス（リオ・モラレス〈マリア・キャナル・バレーラ〉）